# تربریوان
تربریوان (به فرانسوی: Trébrivan) یک کمون در فرانسه است که در Canton of Maël-Carhaix واقع شده‌است.

## خصوصیات
تربریوان ۲۲٫۹۶ کیلومترمربع مساحت و ۶۹۳ نفر جمعیت دارد.